# Вьё-д’Изнав
Вьё-д’Изна́в (фр. Vieu-d’Izenave) — коммуна во Франции, находится в регионе Рона-Альпы. Департамент коммуны — Эн. Входит в состав кантона Брено. Округ коммуны — Нантюа.
Код коммуны — 01441.

## Население
Население коммуны на 2010 год составляло 693 человека.
| 1962 | 1968 | 1975 | 1982 | 1990 | 1999 | 2010 |
| ---- | ---- | ---- | ---- | ---- | ---- | ---- |
| 412  | 388  | 379  | 452  | 524  | 537  | 693  |